# Enicospilus albiger
Enicospilus albiger är en stekelart som först beskrevs av Joseph Kriechbaumer 1894.  Enicospilus albiger ingår i släktet Enicospilus och familjen brokparasitsteklar. Inga underarter finns listade i Catalogue of Life.